# 熊田千佳慕
熊田 千佳慕（くまだ ちかぼ、1911年（明治44年）7月21日 - 2009年（平成21年）8月13日）は、日本のグラフィックデザイナー、絵本画家、挿絵画家、童画家。本名は、熊田 五郎（くまだ ごろう）。

## 経歴
1911年（明治44年）7月21日、現在の横浜市中区住吉町に生まれる。父・熊田源太郎は耳鼻科医、長兄・精華は開港派の詩人。1917年（大正6年）、横浜市立尋常小学校に入学。1923年（大正12年）、関東大震災で被災したため生麦に転居、鶴見町立鶴見小学校に転入する。1924年（大正13年）、神奈川県立工業学校図案科に進学、在学中は博物学教諭の宮代周輔に影響を受ける。またシュールレアリスムに傾倒し、前衛的な金工作家の高村豊周に憧れるようになる。1929年（昭和4年）には東京美術学校鋳造科に入学。1934年（昭和9年）には兄・精華の親友であった山名文夫に師事し、同年9月には名取洋之助の日本工房（第2次）に入社する。

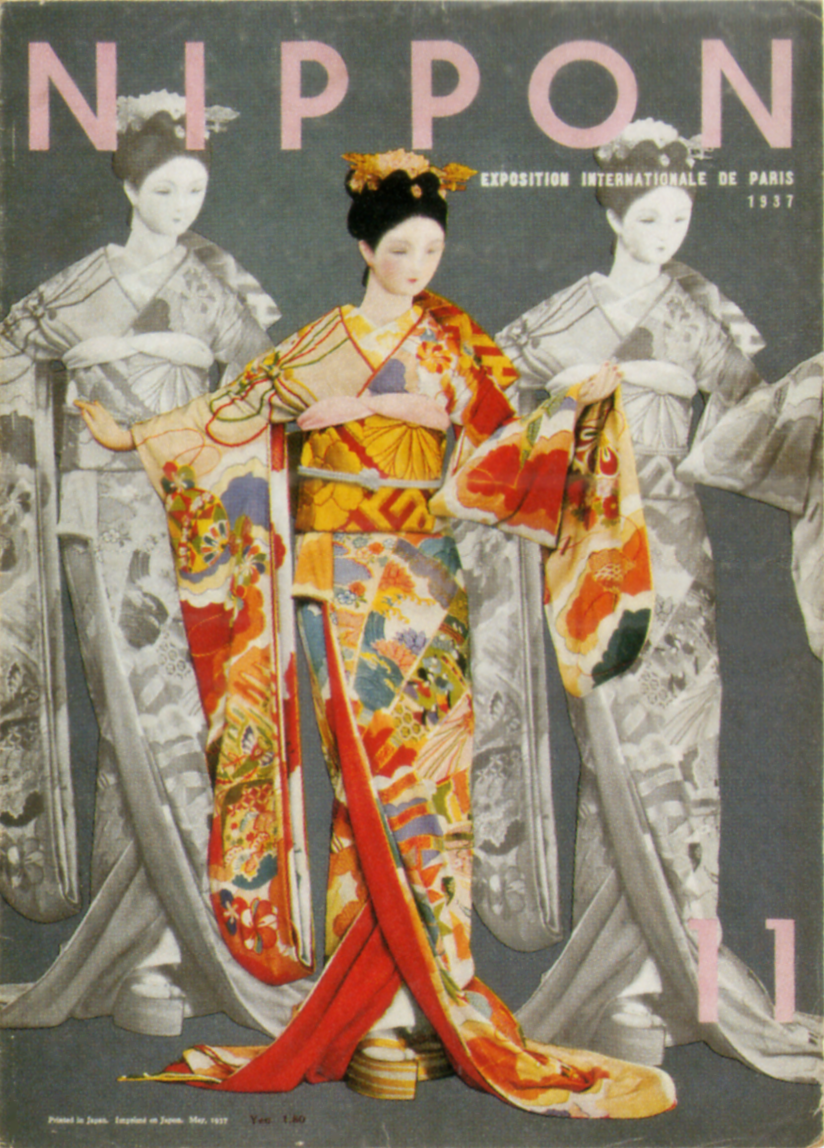
『NIPPON』11号 (1937年5月17日発行、表紙構成：熊田五郎)

日本工房では山名の弟子として、グラフ誌『NIPPON』のグラフィックデザイン、レイアウト等を担当する。山名が日本工房を退社（資生堂に復帰）した1936年（昭和11年）以降は、東京高等工芸学校出身の藤本東五とともに『NIPPON』誌制作に携わった。表紙こそ1936年の『NIPPON』日本語版（1936年12月）と11号（1937年5月）の2号のみであるが、1936年から1937年の2年間は土門拳とコンビを組んで『NIPPON』のほとんどのレイアウトを手がけている。土門の出世作となった『NIPPON』8号の「伊豆の週末」、9号の「日本の水兵」などは、いずれも熊田のレイアウトの代表作でもある。1937年（昭和12年）10月以降、日本工房は河野鷹思・亀倉雄策らが本格的にデザインに加わり、熊田は折り本『日本』の制作を自宅で手がけるようになる。しかし、完成を見た翌年3月頃よりのちは体調を崩し、以降、日本工房の仕事はあまり行わなかった。1939年（昭和14年）末には日本工房を退社。
なお、近年広く知られるようになった早稲田大学の1936年度と1937年度の卒業アルバムも、写真が土門、レイアウトが熊田によるもので、日本工房の平和な時代を象徴するとともに、土門と熊田の親しい関係を示すものとして興味深い（朝日新聞2006年3月28日および朝日新聞〈夕刊〉2006年5月29日参照）。早稲田以外にも、日本工房では1936年と1937年に東京女子高等師範学校（現・お茶の水大学）と慶應義塾大学の卒業アルバムが作られたようであるが、現物が確認できるものは少ない。
1941年（昭和16年）7月に応召するが病気のため9月には除隊。1943年（昭和18年）には神奈川県立工業学校の同級生であった高橋錦吉の薦めで日本写真工芸社に入社している。1945年（昭和20年）に結婚するが、その8日後には横浜大空襲で父親を失う。
第二次世界大戦後は、1949年（昭和24年）のカネボウ退社ののち、挿絵や絵本のための画家に転身して活躍する。1949年には絵本『みつばちの国のアリス』で児童書装丁賞を受賞。花や昆虫といった自然界を対象とした作品が多く、ジャン・アンリ・ファーブルの『昆虫記』をテーマにした『ファーブル昆虫記』などが代表作である。
70歳となった1981年（昭和56年）には『ファーブル昆虫記』の虫たちを描いた作品でイタリアのボローニャ国際絵本原画展に入選、1983年にも入選した。
1989年（平成元年）には『Kumada Chikabo's Little World』全7巻により小学館絵画賞（第38回）を受賞する。
1991年（平成3年）に横浜市文化賞、1996年（平成8年）に神奈川県文化賞を受賞。
2009年（平成21年）8月、白寿を記念して「プチファーブル・熊田千佳慕展」が東京松屋銀座で開催され、その開催2日目の8月13日未明、誤嚥性肺炎のため自宅にて死去した。享年98歳。

## 主要展覧会
童画に関する展覧会
- 小さな命の大切さを描く - 熊田千佳慕展（横浜高島屋、1996年8月）[2]
- 花と虫を愛して 熊田千佳慕の世界展（横浜髙島屋、京都高島屋ほか、1998年-1999年）[2]
- 熊田千佳慕展（横浜有隣堂ギャラリーなど、2001年）[2]
- 熊田千佳慕の世界 - はな・むし・とり・ゆめ（福島県立美術館、2002年）[2]
- 熊田千佳慕展 - 花、虫、スローライフの輝き（目黒区美術館、2006年）[2]
- プチファーブル 熊田千佳慕展（松屋銀座、伊丹市立美術館ほか、2009年-2010年）[6][7]
- 日本のプチファーブル 熊田千佳慕展（茨城県近代美術館、2013年）
- プチファーブル 熊田千佳慕の世界展（佐野美術館、2013年5月25日-6月30日）[8]

日本工房時代の作品
- 名取洋之助と日本工房［1931-45］展
2006年、福島県立美術館、川崎市市民ミュージアム、足利市立美術館、長崎県美術館）でまとまって紹介された。

## 画集・絵本
- 『花とアリス』 青娥書房、1981年
- 絵本ファーブル昆虫記

1. 『絵本ファーブル昆虫記 1』 コーキ出版、1981年1月
2. 『絵本ファーブル昆虫記 2』 コーキ出版、1982年1月
3. 『絵本ファーブル昆虫記 3』 コーキ出版、1983年6月

- Kumada Chikabo's Little World

1. 『ファーブルの虫たち 1』 創育、1988年2月
2. 『ファーブルの虫たち 2』 創育、1988年9月
3. 『ファーブルの虫たち 3』 創育、1988年12月
4. 『ファーブルの虫たち 4』 創育、1989年1月
5. 『日本の虫たち』 創育、1988年12月
6. 『みつばちアリス』 創育、1989年2月
7. 『花のファンタジー』 創育、1989年1月

- 『花のメモリー』 小学館、1997年
- 『プックの花の旅』 河出書房新社、1998年、ISBN 4309263380
- ファーブル昆虫記の虫たち

1. 『ファーブル昆虫記の虫たち 1』 小学館、1998年4月
2. 『ファーブル昆虫記の虫たち 2』 小学館、1998年6月
3. 『ファーブル昆虫記の虫たち 3』 小学館、1998年8月
4. 『ファーブル昆虫記の虫たち 4』 小学館、1998年9月
5. 『ファーブル昆虫記の虫たち 5』 小学館、2008年9月

- 『花を愛して - 熊田千佳慕の世界』 小学館、2001年
- 『愛するからこそ美しい : 千佳慕花の画集』 小学館、2005年
- 『妖精プック花の旅 : Chikaboのファンタジーワールド』 小学館、2009年
- 『メルヘンの世界 1』 小学館、2010年
- 『メルヘンの世界 2』 小学館、2010年
- 『花の国・虫の国 : 熊田千佳慕の理科系美術絵本』 求龍堂、2011年
- 『クマチカ先生の図鑑画集』 求龍堂、2012年、ISBN 978-4763012135
- 『野の風・花の風 : 熊田千佳慕の理科系美術絵本』 求龍堂、2014年

## 著書
- 『千佳慕の横浜ハイカラ少年記』 フレーベル館、2006年、ISBN 978-4577031766
- 『千佳慕の横浜ハイカラ青年記』 フレーベル館、2007年、ISBN 978-4577035047
- 『千佳慕の横浜ハイカラ貧乏記』 フレーベル館、2008年、ISBN 978-4577035054
- 『私は虫である - 熊田千佳慕の言葉』 求龍堂、2010年、ISBN 978-4763010056
- 『熊田千佳慕のクマチカ昆虫記』 求龍堂、2010年、ISBN 978-4763010315
- 『熊田千佳慕のハイカラ人生記』 求龍堂、2014年、ISBN 978-4763014351

## ドキュメンタリー
ハイビジョン特集「虫の村に生きる画家　〜熊田千佳慕９３歳〜」（2004年9月24日、NHK BS）

## 関連書籍
- 白山眞理、堀宜雄 編 『名取洋之助と日本工房』〈1931‐45〉 岩波書店、2006年。
- 展覧会カタログ
  - 「花と虫を愛して 熊田千佳慕の世界展」 朝日新聞、1998年。
  - 「熊田千佳慕（くまだちかぼ）の世界：はな・むし・とり・ゆめ」 福島県立美術館、2002年。
  - 「熊田千佳慕展 : 花、虫、スローライフの輝き」目黒区美術館、2006年。
  - 「プチファーブル 熊田千佳慕展 : 自然は愛するからこそ美しい」朝日新聞、2009年。